# Обручев, Сергей Николаевич
Сергей Николаевич Обручев (1891—1916) — штабс-капитан лейб-гвардии Измайловского полка, герой Первой мировой войны.

## Биография
Сын генерал-лейтенанта Николая Афанасьевича Обручева и жены его баронессы Констанции Евгеньевны Тизенгаузен (1865—1948).
В 1911 году окончил Александровское военное училище, откуда выпущен был подпоручиком в лейб-гвардии Измайловский полк, в рядах которого и вступил в Первую мировую войну. Произведен в поручики 30 июля 1915 года «за выслугу лет». Удостоен ордена Св. Георгия 4-й степени
За то, что, будучи в чине поручика, в бою 26 июля 1916 года у д. Велицк командуя ротой и находясь все время впереди, увлек за собой людей по совершенно открытому месту; несмотря на сильный пулеметный и артиллерийский огонь, последовательно ворвался в две линии сильно укрепленных неприятельских окопов и в рукопашной схватке пал геройской смертью, запечатлев ею содеянный им подвиг.
Посмертно произведен в штабс-капитаны 29 августа 1916 года.

## Награды
- Орден Святой Анны 4-й ст. с надписью «за храбрость» (ВП 28.10.1914)
- Орден Святого Станислава 3-й ст. с мечами и бантом (ВП 26.01.1915)
- Орден Святой Анны 3-й ст. с мечами и бантом (ВП 9.02.1915)
- Орден Святого Станислава 2-й ст. с мечами (ВП 9.04.1915)
- Орден Святого Владимира 4-й ст. с мечами и бантом (ВП 18.05.1915)
- Орден Святого Георгия 4-й ст. (ПАФ 2.04.1917)